# Prix Naguib-Mahfouz
Le prix Naguib-Mahfouz ou Médaille Naguib Mahfouz de la littérature, est le prix littéraire le plus prestigieux d'Égypte pour la littérature de langue arabe. Décerné par l'université américaine du Caire, il récompense chaque année le meilleur roman arabe. Le livre récompensé est traduit en anglais et publié par les Presses de l'université américaine du Caire.
Le prix a été décerné pour la première fois en 1996 et depuis la cérémonie se tient chaque année, le 11 décembre, date anniversaire de la naissance de Naguib Mahfouz, prix Nobel de littérature en 1988 auquel ce prix est dédié.
En 2011, en raison de la révolution égyptienne, les campus de l'université américaine du Caire ont vu leurs activités lourdement perturbées, mais plutôt que de ne pas décerner de prix, le jury l'attribua à « la créativité révolutionnaire du peuple égyptien durant le soulèvement populaire du 25 janvier 2011 ».

## Lauréats
Les précédents lauréats:
- 1996 : Ibrahim Abdel Meguid, The Other Place[3]; et Latifa al-Zayyat, The Open Door[4]
- 1997 : Mourid al-Barghouti, J'ai vu Ramallah; et Youssef Idriss, City of Love and Ashes
- 1998 : Ahlam Mosteghanemi, Mémoires de la chair
- 1999 : Édouard Al-Kharrat, Rama and the Dragon
- 2000 : Hoda Barakat, Le Laboureur des eaux
- 2001 : Somaya Ramadan, Leaves of Narcissus
- 2002 : Bensalem Himmich, Le Savant
- 2003 : Khairy Shalaby (en), The Lodging House
- 2004 : Alia Mamdouh, The Loved Ones
- 2005 : Yusuf Abu Rayya (en), Wedding Night
- 2006 : Sahar Khalifa, Une image, une icône et un ancien testament[5]
- 2007 : Amina Zaydan (en), Red Wine
- 2008 : Hamdi Abu Golayyel (en), A Dog with No Tail
- 2009 : Khalil Sweileh (en), The Scribe of Love[6]
- 2010 : Miral al-Tahawy, Brooklyn Heights[7]
- 2011 : Décerné à "la créativité révolutionnaire et au peuple égyptien"[8]
- 2012 : Ezzat el Kamhawi, La Maison du loup[9],[10]
- 2013 : Khaled Khalifa, Pas de couteau dans les cuisines de cette ville[11]
- 2014 : Hammour Ziada, Shawq al-darwish (The Longing of the Dervish)[12]
- 2015 : Hassan Daoud (en), La Tareeq Ila Al-Jannah (No Road to Paradise)[13]
- 2016 : Adel Esmat (en), Hikayat Yusuf Tadrus (titre traduit en anglais par The Tales of Yusuf Tadrus, حكايات يوسف تادرس) [14]
- 2017 : Huzama Habayeb, (titre traduit en anglais par Velvet (en), مُخْمَل)[15]
- 2018 : Omaima Al-Khamis (en), (titre traduit en anglais par Voyage of the Cranes in the Cities of Agate, مسرى الغرانيق في مدن العقيق)[16]
- 2021 : Ahmed Taibaoui (ar), (titre traduit en anglais par The Disappearance of Mr. Nobody)[17]
- 2022 : Fatma Qandil (ar), Aqfas farigha (traduit en anglais par Empty Cages)[18].
- 2024 : Mohammed Tarazi (ar) pour sa nouvelle ميكروفون كاتم صوت (Mīkrūfūn kātim Ṣawt, titre traduit en anglais par Muted Microphone)[19]